# Premi de Narrativa Montserrat Roig
El Premi de Narrativa Montserrat Roig és un premi literari creat l'any 1997 per l'Associació Progressista de Dones Montserrat Roig de Martorelles per tal de divulgar el paper de les dones en els àmbits de la societat, divulgar les seves vivències personals i col·lectives; així com fomentar el reconeixement i el respecte dels seus. Per altra banda, s'incentiva la creació literària des d'una perspectiva de gènere, així com donar a conèixer la vida i l'obra de Montserrat Roig.
A partir de la seva quinzena edició i degut a la dissolució de l'associació el desembre de 2010, l'Ajuntament de Martorelles i la Biblioteca Montserrat Roig són els encarregats de convocar el certamen literari. En els darrers anys, el premi ha guanyat popularitat arreu de la geografia catalana, País Valencià i Illes Balears.
Entre d'altres, han estat premiats escriptors com Albert Sánchez Piñol, Assumpta Mercader, Jordi Boladeras, Josep Torrent, Anna Boluda o Marina Cueto.
S'hi poden presentar contes escrits en castellà o català i el 2020 tenia una dotació de 700 euros pel primer premi i 300 euros pel segon.